# Анналы Анже
Анна́лы Анже́ (Анжерские анналы; лат. Annales Andecavenses, англ. Annals of Angers) — несохранившиеся в оригинале латиноязычные анналы, сведения из которых были использованы Григорием Турским в «Истории франков». Предположительно, в них описывались события, происходившие в Римской Галлии во второй половине V века. Анналы названы по городу Анже (древнеримский Андекав), событиям в котором в этом историческом источнике уделяется особое внимание.
По свидетельству Григория Турского, при работе над «Историей франков» он использовал несколько находившихся в его распоряжении позднеантичных и раннесредневековых источников. Многие из них не сохранились до нашего времени. Среди авторов, труды которых были утрачены, епископ Тура называл римских историков Рената Профутура Фригерида и Сульпиция Александра. Однако авторов и названия многих имевшихся в его распоряжении исторических сочинений Григорий Турский не сообщил. В том числе он не указал источник сведений о событиях, описанных в главах № 18—20 второй книги «Истории франков». В этой части своего труда Григорий Турский привёл целый ряд уникальных свидетельств, отсутствующих в других известных источниках. Описанные в этой части «Истории франков» события происходили в долине реки Луары во второй половине V века. В них принимали участие крупнейшие военачальники Римской Галлии того времени: правители Суасонской области Эгидий, Павел и Сиагрий, король франков Хильдерик I, король вестготов Эйрих и вождь саксов Одоакр.
Анализируя текст этих глав «Истории франков», современные историки пришли к выводу, что основой для сведений Григория Турского послужила одна из позднеантичных хроник, возможно, написанная в форме анналов. Вероятно, она была создана в Анже, так как событиям в этом городе уделялось особое внимание. Этот исторический источник получил название «Анналы Анже» (или «Анжерские анналы»).
На основании текста «Истории франков» невозможно установить, когда и кем были созданы «Анналы Анже». Возможно, они были составлены или в конце V века, или в начале VI века. Наиболее ранние заимствованные Григорием Турским из «Анналов Анже» сведения датируются 463 годом: это свидетельство об участии короля франков Хильдерика I в сражении при Орлеане. Наиболее позднее свидетельство — смерть короля Эйриха в 484 году.
Неизвестно, о событиях какого периода сообщалось в находившемся у Григория Турского протографе «Анналов Анже». Предполагается, что в нём могли быть описаны события, происходившие как до 463 года, так и после 484 года. Возможно, франкский историк использовал в своём труде только ту часть анналов, которая была связана с деятельностью его соотечественников. Также точно не установлено, привёл ли Григорий Турский в «Истории франков» дословно текст «Анналов Анже», или провёл какую-либо его обработку. В пользу первого предположения свидетельствует факт, что в одном из своих более ранних трудов — агиографическом сочинении «О славе исповедников» — Григорий Турский приводил известные ему факты о сопровождавших сражение при Орлеане военных действиях Эгидия, но эти сведения не были им использованы в «Истории франков».
Краткость и уникальность переданных Григорием Турским записей «Анналов Анже» не позволяет установить, насколько точны свидетельства этого источника. Так, имеется мнение, что в известном из «Истории франков» тексте «Анналов Анже» содержится ошибочное свидетельство о совместном походе Хильдерика I и короля Италии Одоакра против алеманнов, в то время как в действительности в этом фрагменте должны были описываться военные действия франков и саксов против аланов. По вопросу о том, содержались ли эти сведения в протографе «Анналов Анже», или были внесены Григорием Турским, среди современных историков есть разные мнения.
«Анналы Анже» — ценный исторический источник о событиях, происходивших в Галлии в период перехода от Поздней Античности к Раннему Средневековью.